# Ersilia Savina Rodante
Ersilia Savina Rodante (Roma, 1912 – Foligno, 1994) è stata una stilista italiana.

## Biografia
Da giovane apprende l’arte del ricamo in bianco frequentando una celebre scuola di suore di Roma, dove si specializza nel taglio e confezione della biancheria intima nei tessuti più raffinati. 
Nel 1982 si trasferisce a Foligno dove apre una piccola sartoria, nella quale esegue costumi storici per la Giostra della Quintana, continuando il suo rapporto di lavoro con le sartorie romane di alta moda e teatrali. 
L’avvento del nylon, nell’immediato dopoguerra, costrinse la Rodante ad aggiornare la sua attività di artigiana. 
Con il rilancio dell’alta moda italiana a partire dagli anni ’50 si sviluppò il "ricamo fantasia", un nuovo modo di intendere il decoro sugli abiti: sarà questo il nuovo campo di azione della Savina, nel quale mostrò gusto, estro e raffinatezza, competenza nella scelta dei materiali, capacità nel comprendere le esigenze dei sarti e dei costumisti e grande abilità nell'approntare da sola i disegni, anche tecnicamente i più difficili relazionati alla parte da ricamare. 
Le grandi sartorie romane in piena espansione si avvalgono – quasi tutte – della collaborazione esterna di una ricamatrice che prepara uno o più campioni sul tessuto effettivo, a seconda della richiesta o delle esigenze del lavoro; il sarto e/o la cliente fanno la scelta definitiva. Il campione è, quindi, un piccolo saggio del lavoro che sarà eseguito e utile per vedere l’effetto globale, per determinare la scelta del materiale ed anche il suo costo. L’attività di Ersilia Savina, iniziata con la sartoria Annamode ’68, continua con Alberto Fabiani, Pino Lancetti, Roberto Capucci, Irene Galitzine, Rocco Barocco, Maison Carosa, Renato Balestra, Sorelle Fendi e realizza campioni anche per il teatro dell’Opera di Roma e per la sartoria Tirelli.

## Archivio
Il fondo Ersilia Savina Rodante è conservato presso l’Archivio di Stato di Perugia - Sezione di Foligno e comprende alcuni album donati dalla figlia Anna Maria Rodante Sabatini, nei quali sono raccolti i campioni dei ricami di Ersilia Savina. 